# 法國總統選舉
法國總統選舉是選出法國總統的選舉，現在每5年舉辦一次（過去曾7年舉辦一次）。選舉的投票日通常是禮拜日。自1965年以來，法國總統由公民直選產生。法國總統選舉採用兩輪投票制，投票首輪有人超過半數則直接當選，若無人得到半數以上選票，得票數最多的2人進入第二輪投票，得票數較高者當選。